# Melhania polygama
Melhania polygama är en malvaväxtart som beskrevs av Verdoorn. Melhania polygama ingår i släktet Melhania och familjen malvaväxter. Inga underarter finns listade i Catalogue of Life.